# Jurguens Montenegro
 (janvier 2022).
Jurguens Montenegro est un footballeur international costaricien né le 13 décembre 2000 à Puntarenas. Il joue au poste d'attaquant avec le CS Herediano.

## Biographie

### En club
Le 5 novembre 2017, il fait ses débuts professionnels avec la LD Alajuelense contre l'ADM Liberia en championnat, en entrant à la 77e minute à la place de Barlon Sequeira. 
Le 17 juillet 2020, il est prêté pour six mois au CS Cartaginès, où il joue dix-sept matchs et a inscrit trois buts. 
Il est également prêté à l'ADR Jicaral avec laquelle il dispute dix-neuf rencontres dont quinze comme titulaire. Il marque huit buts avec le club. 
En février 2021, il remporte avec le LD Alajuelense la Ligue de la CONCACAF, en battant le Deportivo Saprissa en finale.
Le 27 juillet 2021, il est prêté au Club Bolívar. 

### En sélection
Avec les moins de 20 ans, il participe au championnat de la CONCACAF des moins de 20 ans en 2018. Lors de cette compétition organisée à Bradenton en Floride, il joue six matchs. Il inscrit un but contre les Bermudes et délivre une passe décisive contre la Barbade.
Le 3 juin 2021, il fait ses débuts avec l'équipe du Costa Rica lors de la phase finale de la Ligue des nations de la CONCACAF 2019-2020 contre le Mexique. Il entre à la 85e minute à la place de Randall Leal, et voit son équipe s'incliner 5-4 aux tirs au but.

## Palmarès
CS Cartaginés
- Championnat du Costa Rica (1) :
  - Champion : 2020 (Apertura).

- Ligue de la CONCACAF (1) :
  - Vainqueur : 2020.